# Маипу
Маипу (шп. Maipú) је општина у Чилеу. По подацима са пописа из 2002. године број становника у месту је био 463.103.

## Демографија
| 2002.   |
| ------- |
| 463,103 |